# 潮頭島
〈潮頭島〉（英語：Driftmark）是美國HBO奇幻劇情电视剧《龍族前傳》第一季的第七集。該集由凱文·劉（Kevin Lau）編劇，明格爾·薩普什尼克執導，並於2022年10月2日首播。
由於該集與下一集之間會有一段時間跳躍，因此該集將會是泰·坦南特、伊薇·艾倫（Evie Allen）、里奧·阿什頓（Leo Ashton）、里奧·哈特（Leo Hart）、哈維·薩德勒（Harvey Sadler）、夏妮·斯梅瑟斯特（Shani Smethurst）和伊娃·奥塞伊-格寧（Eva Ossei-Gerning）最後一次分別飾演年輕版的伊耿（Aegon）、海倫娜（Helaena）、伊蒙德（Aemond）、傑卡里斯（Jacaerys）、路斯里斯（Lucerys）、貝拉（Baela）和雷娜（Rhaena），下一集開始七個角色的成人版將分別由湯姆·格林-卡尼、菲婭·薩班、伊旺·米切爾、哈利·科利特、艾略特·格里豪特（Elliot Grihault）、貝瑟妮·安東尼亞和菲比·坎貝爾飾演。
該集獲得大多數的正面評價，影評人稱讚薩普什尼克的執導、開場葬禮、伊蒙德宣稱瓦格哈爾、伊蒙德與傑卡里斯、路斯里斯、貝拉和雷娜之間的搏鬥、午夜的對峙、結束情節的轉折和演員的演出表現（尤其是奥利维亚·库克），但亦同時批評夜晚場景的黑暗會影響觀賞。

## 劇情

### 潮頭島
韋賽里斯·坦格利安一世國王（派迪·康斯丁 飾）與王室貴族在潮頭島參加蘭娜·瓦列利昂夫人的葬禮，她按照瓦列利昂家族的傳統被埋在海裡。雷妮拉·坦格利安公主（艾瑪·達西 飾）在葬禮上暗地為哈爾溫·史壯爵士的死而哀悼，並與相隔多年未見的戴蒙·坦格利安親王（馬特·史密斯 飾）重逢。戴蒙亦與哥哥韋賽里斯重聚，韋賽里斯希望他能放下兩人以往的分歧並返回君臨，但他拒絕韋賽里斯的請求並獨自離開。
雷妮拉和戴蒙當晚在海灘上散步聊天，互相傾訴相隔多年未見的感受，兩人隨後接吻並發生性行為。
同一時間，伊蒙德·坦格利安王子（里奧·阿什頓（Leo Ashton） 飾）偷偷溜出去海灘，嘗試馴服蘭娜的巨龍瓦格哈爾。雖然他最初騎在瓦格哈爾身上飛行的過程很困難，但伊蒙德最後仍成功馴服牠。當伊蒙德回來時，傑卡里斯·瓦列利昂王子（里奧·哈特（Leo Hart） 飾）、路斯里斯·瓦列利昂王子（哈維·薩德勒（Harvey Sadler） 飾）、貝拉·坦格利安小姐（夏妮·斯梅瑟斯特（Shani Smethurst） 飾）和雷娜·坦格利安小姐（伊娃·奥塞伊-格寧（Eva Ossei-Gerning） 飾）憤怒地與他對質，雷娜更說瓦格哈爾應該是由她來繼承的。四人隨後發生打鬥，過程中路斯里斯為保護傑卡里斯而用刀割瞎伊蒙德的左眼，他們亦馬上被帶到韋賽里斯面前。亞莉森·海塔爾王后（奥利维亚·库克 飾）見此便要求將路斯里斯的一隻眼睛挖出來作為代價。韋賽里斯拒絕亞莉森的要求，心煩意亂的她拿起刀衝向路斯里斯，雷妮拉阻止她攻擊自己的兒子，一番爭論後她割傷了雷妮拉的手臂。而伊蒙德說自己獲得一條巨龍是值得失去一隻眼睛時，韋賽里斯認為事情已經解決。但伊蒙德亦直指雷妮拉的孩子是私生子而激起韋賽里斯不滿，並隨即下令任何質疑他外孫合法性的人都將會被割掉舌頭。
另一方面，雷妮絲·坦格利安公主（夏娃·貝斯 飾）在私下敦促丈夫科利斯·瓦列利昂伯爵（史提夫·陶森特 飾）以彼此的孫女貝拉·坦格利安小姐（貝瑟妮·安東尼亞 飾）繼承潮頭島領主之位而非蘭諾·瓦列利昂爵士（約翰·馬克米連（John Macmillan） 飾）的其他兒子繼承，但心底不願放棄鐵王座繼承權的科利斯伯爵對此不滿而離開，並直言歷史不會記錄血統唯獨名銜。而得知雷妮拉受傷的蘭諾爵士向她承諾會以王夫之位事奉這位未來女王，儘管雙方亦承認彼此仍非真正相愛。
恢復國王之手職務的奧托·海塔爾爵士（萊斯·伊凡 飾）對女兒亞莉森的冷酷本性印象深刻，並私下直言他們很快就會獲勝。戴蒙和雷妮拉同意聯合起來對抗亞莉森和她的支持者，雷妮拉更向戴蒙表示想嫁給他，他則說在蘭諾·瓦列利昂爵士（約翰·馬克米連 飾）還活著下是不可能的。戴蒙後來向蘭諾的情人科爾·科里爵士（阿蒂·弗魯山（Arty Froushan） 飾 飾）提出了一個建議，而不久之後蘭諾表面上在城堡內與科爾爵士的戰鬥中被謀殺。雷妮絲·坦格利安公主（夏娃·貝斯 飾）和科利斯·瓦列利昂伯爵（史提夫·陶森特 飾）認為在壁爐中發現的燒焦屍體是屬於蘭諾的，兩人望著兒子的屍體悲痛欲絕。與此同時，在一場私人婚禮上，戴蒙和雷妮拉按照古瓦雷利亞傳統結婚，以延續純正的坦格利安血統。蘭諾在假裝死後剃了光頭，並與科爾爵士帶領及戴蒙暗中出資下一起秘密逃離潮頭島。

## 迴響

### 收視率
該集在播出後的美國總收視人數為188萬觀眾，並在美國18-49歲的成年人統計人口中獲得0.43的收視率。

### 評價
該集獲得大多數的正面評價。根据評論匯總网站爛番茄汇总的19篇评论文章，95%的评论家给予该作正面评价，使之獲得「認證新鮮」標識，平均打分为7.70分（满分10分）」目前該集的新鮮度為95%，是迄今為止該劇在網站上的最高評分。
《Den of Geek》的亞歷克·博哈拉德（Alec Bojalad）給該集四顆半星的評價（滿分五顆星），他稱讚開幕的葬禮場景、佈景設計、聲音設計、節奏、演出表現、賈瓦迪的配樂和薩普什尼克的執導，並稱其為“電視上視覺震撼、製作精良、音調完美的一小時”。《The Telegraph》的邁克爾·迪肯（Michael Deacon）給該集四顆星的評價（滿分五顆星），他認為這是“強而有力的另一集，充滿了緊張和衝突”，並稱讚伊蒙德與傑卡里斯、路斯里斯、貝拉和雷娜之間的搏鬥，以及午夜對峙的場景。
《禿鷲博客》的希拉里·凱利（Hillary Kelly）給該集四顆星的評價（滿分五顆星），她特別提到伊蒙德與巨龍瓦格哈爾形成親密關係的場景和節奏（比起上一集有很大改進）以及搏鬥場景（尤其是舞藝），稱其為“一面反映成年人如何處理同樣指控和冷落的精巧鏡子”。為《GamesRadar+》撰稿的傑克·謝潑德（Jack Shepherd）也給該集四顆星的評價（滿分五顆星）並寫道：“一個緊張的喚醒導致孩子們試圖互相殘殺的血腥搏鬥。這是一部令人眼花繚亂的出色電視節目。”他亦讚揚庫克的演出表現。《IGN》的海倫·奧哈拉給該集9/10分的“驚人”評價並總結道：“黑暗與光明的專業融合——除了在攝影方面——這是一部充滿戲劇性的、令人滿意的角色驅動的勝利。你可以用刀來切斷張力——以及一隻眼睛。”

## 外部連結
- 互联网电影数据库上潮頭島的资料（英文）

- 《潮頭島》（页面存档备份，存于）在HBO
- 爛番茄上《潮頭島》的資料（英文）